# Odznaka Honorowa za Zasługi dla Ochrony Pracy
Odznaka Honorowa za Zasługi dla Ochrony Pracy – polskie jednostopniowe resortowe odznaczenie, nadawane przez Głównego Inspektora Pracy.
- 1988 – oficjalna pisownia: Odznaka honorowa „Za zasługi dla ochrony pracy” – ustanowiona uchwałą Rady Państwa z dnia 22 stycznia 1988, zniesiona de facto w 2000;
- 2004 – oficjalna pisownia: Odznaka Honorowa za Zasługi dla Ochrony Pracy – ustanowiona Rozporządzeniem Rady Ministrów z dnia 25 października 2004

## Zasady nadawania

### 1988
Odznakę nadawano za:
- zasługi w działalności związanej z ochroną pracy;
- osiągnięcia w pracach naukowo-badawczych oraz wdrożeniowych w dziedzinie ochrony pracy;
- działalność propagującą ochronę pracy w środkach masowego przekazu;
- osiągnięcia w kierowaniu organizacjami i zespołami ludzkimi w sposób wyróżniający się wieloletnią bezwypadkową działalnością produkcyjną bądź usługową.

Odznakę nadawano osobom fizycznym, a także państwowym, spółdzielczym i społecznym jednostkom organizacyjnym oraz innym społecznym zbiorowościom. Ponadto mogła być nadawana cudzoziemcom zasłużonym dla rozwoju ochrony pracy w Polsce oraz umacniania współpracy międzynarodowej w tej dziedzinie.
Odznakę nadawał Główny Inspektor Pracy z własnej inicjatywy lub na wniosek:
- ministra lub kierownika urzędu centralnego;
- przewodniczącego wojewódzkiej rady narodowej;
- wojewody;
- prezydentów miast: Warszawy, Krakowa i Łodzi;
- statutowych organów organizacji związkowych, społecznych i zawodowych;
- okręgowego inspektora pracy.

Odznakę nadawano z okazji Święta Pracy (1 maja).

### 2004
Odznaka może być nadawana obywatelom Rzeczypospolitej Polskiej, obywatelom państw obcych, organizacjom lub instytucjom w kraju lub za granicą, za szczególne osiągnięcia w dziedzinie ochrony pracy.
Odznakę nadaje Główny Inspektor Pracy z własnej inicjatywy lub na wniosek:
- ministra lub kierownika urzędu centralnego;
- terenowego organu administracji rządowej lub organu samorządu terytorialnego;
- ogólnokrajowego związku zawodowego;
- ogólnokrajowego zrzeszenia (federacji) związków zawodowych lub ogólnokrajowej organizacji międzyzwiązkowej (konfederacji);
- ogólnokrajowej federacji lub konfederacji pracodawców;
- organizacji pozarządowej, której statutową działalnością jest ochrona pracy;
- okręgowego inspektora pracy.

Odznaka może być nadana tej samej osobie tylko raz.

## Wygląd odznaki

### 1988
Odznakę stanowił medal w kształcie stylizowanego koła o średnicy 34 mm, patynowany na brązowo. Na stronie licowej w środku medalu umieszczony był wizerunek orła z godła PRL, a w otoku majuskułowy napis: ZA ZASŁUGI DLA OCHRONY PRACY. Krawędzie medalu stanowiły kłos pszenicy i fragment koła zębatego. Na odwrotnej stronie medalu na kwadratowym polu znajdował się majuskułowy napis PAŃSTWOWA INSPEKCJA PRACY, a pod nim gałązka laurowa.
Odznaka była zawieszona na klamrze; noszono ją na prawej stronie piersi.

### 2004
Odznakę stanowi metalowy złocony medal kształtu rozety średnicy 32 mm, mający na stronie licowej srebrzoną i oksydowaną nakładkę z wizerunkiem godła państwowego, a w otoku z granatowej emalii majuskułowy napis: ZA ZASŁUGI DLA OCHRONY PRACY. Na stronie odwrotnej (rewersie) na nakładce znajduje się logo Państwowej Inspekcji Pracy, a w otoku z granatowej emalii majuskułowy napis: PAŃSTWOWA INSPEKCJA PRACY.
Rozeta zawieszona jest na jasnoniebieskiej wstążce z rypsu jedwabnego szerokości 27 mm, z granatowymi paskami szerokości 5 mm w odległości 3 mm od krawędzi, z czerwonymi prążkami szerokości 1 mm wzdłuż wewnętrznych boków pasków.
Wstążka jest połączona z rozetą kółkiem, a górą przeciągnięta przez gładką, złoconą, metalową listewkę z zapięciem na odwrocie.
Odznakę nosi się na lewej stronie piersi, po orderach i odznaczeniach państwowych.